# Loena 6
Loena 6 (E-6 serie) (Russisch: Луна-6) was een onbemande ruimtemissie van het Loena-programma van de Sovjet-Unie. De bestemming van de Loena 6 was een landing op de maan. Door een mislukte koerscorrectie halverwege de vlucht werd dit doel gemist: de Loenik 6 kwam op 11 juni langs de maan op een hoogte van 161.000 kilometer.
- Lanceringsdatum en -tijd: 8 juni 1965 om 07:41:00 UTC
- Massa: 1440 kg

Loena 1958A · Loena 1958B · Loena 1958C · Loena 1 · Loena 1959A · Loena 2 · Loena 3 · Loena 1960A · Loena 1960B · Spoetnik 25 · Loena 1963B · Loena 4 · Loena 1964A · Loena 1964B · Kosmos 60 · Loena 1965A · Loena 5 · Loena 6 · Loena 7 · Loena 8 · Loena 9 · Kosmos 111 · Loena 10 · Loena 11 · Loena 12 · Loena 13 · Loena 1968A · Loena 14 · Loena 1969A · Loena 1969C · Loena 15 · Kosmos 300 · Kosmos 305 · Loena 1970A · Loena 16 · Loena 17 · Loena 18 · Loena 19 · Loena 20 · Loena 21 · Loena 22 · Loena 23 · Loena 1975A · Loena 24 · Loena 25 · Loenochod